# Zaur Sadaev
Zaur Umarovič Sadaev (in russo Заур Умарович Садаев?; Šali, 6 novembre 1989) è un ex calciatore russo, di ruolo attaccante.

## Carriera

### Club
Cresciuto tra le file del Terek Groznyj, fa il suo esordio in prima squadra nel 2006.
A partire dalla stagione 2013 viene ceduto in prestito rispettivamente a Beitar Gerusalemme, Lechia Danzica e Lech Poznań.

### Nazionale
Ha giocato nella nazionale russa Under-20.